# Línea 683 (Interurbanos Madrid)
La línea 683 de la red de autobuses interurbanos de Madrid une el intercambiador de Moncloa (Madrid) con Collado Mediano.

## Características
Esta línea une la capital con Collado Mediano, dando cobertura a Alpedrete. Algunas expediciones amplían su itinerario a la urbanización La Llama, en Guadarrama.
Circula por el carril Bus-VAO de la A-6 mientras esté abierto.
La línea no mantiene los mismos horarios todo el año, durante el mes de agosto se reducen el número de expediciones los fines de semana (lunes a viernes laborables tienen los mismos horarios todo el año), además de los días excepcionales vísperas de festivo y festivos de Navidad en los que los horarios también cambian y se reducen.
Está operada por Avanza Movilidad Integral mediante la concesión administrativa VCM-604 - Madrid – Cercedilla – Hoyo de Manzanares (Viajeros Comunidad de Madrid) del Consorcio Regional de Transportes de Madrid.

## Horarios

### 1 septiembre - 31 julio
| Lunes a viernes laborables                                                                                            |                          |                          |                          |                          |                          |                          |                          |                          |                          |                          |                          |                          |                          |                          |                          |                          |                          |                          |                          |                          |                          |                          |                          |                          |                          |                          |                          |                          |                          |                          |                          |
| Madrid > Collado Mediano                                                                                              | Madrid > Collado Mediano | Madrid > Collado Mediano | Madrid > Collado Mediano | Madrid > Collado Mediano | Madrid > Collado Mediano | Madrid > Collado Mediano | Madrid > Collado Mediano | Madrid > Collado Mediano | Madrid > Collado Mediano | Madrid > Collado Mediano | Madrid > Collado Mediano | Madrid > Collado Mediano | Madrid > Collado Mediano | Madrid > Collado Mediano | Madrid > Collado Mediano | Collado Mediano > Madrid | Collado Mediano > Madrid | Collado Mediano > Madrid | Collado Mediano > Madrid | Collado Mediano > Madrid | Collado Mediano > Madrid | Collado Mediano > Madrid | Collado Mediano > Madrid | Collado Mediano > Madrid | Collado Mediano > Madrid | Collado Mediano > Madrid | Collado Mediano > Madrid | Collado Mediano > Madrid | Collado Mediano > Madrid | Collado Mediano > Madrid | Collado Mediano > Madrid |
| 07 | 08                       | 09                       | 10                       | 11                       | 12                       | 13                       | 14                       | 15                       | 16                       | 17                       | 18                       | 19                       | 20                       | 21                       | 22                       | 06                       | 07                       | 08                       | 09                       | 10                       | 11                       | 12                       | 13                       | 14                       | 15                       | 16                       | 17                       | 18                       | 19                       | 20                       | 21                       |
| 20 55 | 30 55                    | 20                       | 30                       | 20                       | 20                       | 20                       | 25 55                    | 25 55                    | 20                       | 15                       | 15                       | 20 50                    | 20 50                    | 45                       | 50                       | 20 45                    | 05 25 35                 | 20 50                    | 30 50                    | 20                       | 20                       | 20                       | 20                       | 20                       | 20 50                    | 20                       | 20                       | 15 40                    | 00 40                    | 20                       | 20                       |
| Hasta/desde la urbanización La Llama. Desde la urbanización La Llama y directo a Madrid, sin paso por Collado Vilalba |                          |                          |                          |                          |                          |                          |                          |                          |                          |                          |                          |                          |                          |                          |                          |                          |                          |                          |                          |                          |                          |                          |                          |                          |                          |                          |                          |                          |                          |                          |                          |
| Sábados laborables, domingos y festivos                                                                               |                          |                          |                          |                          |                          |                          |                          |                          |                          |                          |                          |                          |                          |                          |                          |                          |                          |                          |                          |                          |                          |                          |                          |                          |                          |                          |                          |                          |                          |                          |                          |
| Madrid > Collado Mediano                                                                                              | Madrid > Collado Mediano | Madrid > Collado Mediano | Madrid > Collado Mediano | Madrid > Collado Mediano | Madrid > Collado Mediano | Madrid > Collado Mediano | Madrid > Collado Mediano | Madrid > Collado Mediano | Madrid > Collado Mediano | Madrid > Collado Mediano | Madrid > Collado Mediano | Madrid > Collado Mediano | Madrid > Collado Mediano | Madrid > Collado Mediano | Madrid > Collado Mediano | Collado Mediano > Madrid | Collado Mediano > Madrid | Collado Mediano > Madrid | Collado Mediano > Madrid | Collado Mediano > Madrid | Collado Mediano > Madrid | Collado Mediano > Madrid | Collado Mediano > Madrid | Collado Mediano > Madrid | Collado Mediano > Madrid | Collado Mediano > Madrid | Collado Mediano > Madrid | Collado Mediano > Madrid | Collado Mediano > Madrid | Collado Mediano > Madrid | Collado Mediano > Madrid |
| 07 | 08                       | 09                       | 10                       | 11                       | 12                       | 13                       | 14                       | 15                       | 16                       | 17                       | 18                       | 19                       | 20                       | 21                       | 22                       | 06                       | 07                       | 08                       | 09                       | 10                       | 11                       | 12                       | 13                       | 14                       | 15                       | 16                       | 17                       | 18                       | 19                       | 20                       | 21                       |
| | 30                       | 30                       | 30                       |                          | 30                       | 30                       | 30                       | 45                       |                          | 00                       | 15                       | 30                       | 30                       | 30                       | 30                       |                          | 30                       | 30                       | 30                       | 30                       | 30                       |                          | 30                       | 30                       | 30                       | 45                       |                          | 15                       | 30                       | 30                       | 30                       |

### 1 - 31 agosto
| Lunes a viernes laborables                                                                                            |                          |                          |                          |                          |                          |                          |                          |                          |                          |                          |                          |                          |                          |                          |                          |                          |                          |                          |                          |                          |                          |                          |                          |                          |                          |                          |                          |                          |                          |                          |                          |
| Madrid > Collado Mediano                                                                                              | Madrid > Collado Mediano | Madrid > Collado Mediano | Madrid > Collado Mediano | Madrid > Collado Mediano | Madrid > Collado Mediano | Madrid > Collado Mediano | Madrid > Collado Mediano | Madrid > Collado Mediano | Madrid > Collado Mediano | Madrid > Collado Mediano | Madrid > Collado Mediano | Madrid > Collado Mediano | Madrid > Collado Mediano | Madrid > Collado Mediano | Madrid > Collado Mediano | Collado Mediano > Madrid | Collado Mediano > Madrid | Collado Mediano > Madrid | Collado Mediano > Madrid | Collado Mediano > Madrid | Collado Mediano > Madrid | Collado Mediano > Madrid | Collado Mediano > Madrid | Collado Mediano > Madrid | Collado Mediano > Madrid | Collado Mediano > Madrid | Collado Mediano > Madrid | Collado Mediano > Madrid | Collado Mediano > Madrid | Collado Mediano > Madrid | Collado Mediano > Madrid |
| 07 | 08                       | 09                       | 10                       | 11                       | 12                       | 13                       | 14                       | 15                       | 16                       | 17                       | 18                       | 19                       | 20                       | 21                       | 22                       | 06                       | 07                       | 08                       | 09                       | 10                       | 11                       | 12                       | 13                       | 14                       | 15                       | 16                       | 17                       | 18                       | 19                       | 20                       | 21                       |
| 20 55 | 30 55                    | 20                       | 30                       | 20                       | 20                       | 20                       | 25 55                    | 25 55                    | 20                       | 15                       | 15                       | 20 50                    | 20 50                    | 45                       | 50                       | 20 45                    | 05 25 35                 | 20 50                    | 30 50                    | 20                       | 20                       | 20                       | 20                       | 20                       | 20 50                    | 20                       | 20                       | 15 40                    | 00 40                    | 20                       | 20                       |
| Hasta/desde la urbanización La Llama. Desde la urbanización La Llama y directo a Madrid, sin paso por Collado Vilalba |                          |                          |                          |                          |                          |                          |                          |                          |                          |                          |                          |                          |                          |                          |                          |                          |                          |                          |                          |                          |                          |                          |                          |                          |                          |                          |                          |                          |                          |                          |                          |
| Sábados laborables, domingos y festivos                                                                               |                          |                          |                          |                          |                          |                          |                          |                          |                          |                          |                          |                          |                          |                          |                          |                          |                          |                          |                          |                          |                          |                          |                          |                          |                          |                          |                          |                          |                          |                          |                          |
| Madrid > Collado Mediano                                                                                              | Madrid > Collado Mediano | Madrid > Collado Mediano | Madrid > Collado Mediano | Madrid > Collado Mediano | Madrid > Collado Mediano | Madrid > Collado Mediano | Madrid > Collado Mediano | Madrid > Collado Mediano | Madrid > Collado Mediano | Madrid > Collado Mediano | Madrid > Collado Mediano | Madrid > Collado Mediano | Madrid > Collado Mediano | Madrid > Collado Mediano | Madrid > Collado Mediano | Collado Mediano > Madrid | Collado Mediano > Madrid | Collado Mediano > Madrid | Collado Mediano > Madrid | Collado Mediano > Madrid | Collado Mediano > Madrid | Collado Mediano > Madrid | Collado Mediano > Madrid | Collado Mediano > Madrid | Collado Mediano > Madrid | Collado Mediano > Madrid | Collado Mediano > Madrid | Collado Mediano > Madrid | Collado Mediano > Madrid | Collado Mediano > Madrid | Collado Mediano > Madrid |
| 07 | 08                       | 09                       | 10                       | 11                       | 12                       | 13                       | 14                       | 15                       | 16                       | 17                       | 18                       | 19                       | 20                       | 21                       | 22                       | 06                       | 07                       | 08                       | 09                       | 10                       | 11                       | 12                       | 13                       | 14                       | 15                       | 16                       | 17                       | 18                       | 19                       | 20                       | 21                       |
| | 30                       |                          | 30                       |                          | 30                       |                          | 30                       |                          | 30                       |                          | 30                       |                          | 30                       |                          | 30                       |                          | 30                       |                          | 30                       |                          | 30                       |                          | 30                       |                          | 30                       |                          | 30                       |                          | 30                       |                          | 30                       |

## Recorrido y paradas

### Sentido Collado Mediano
| Código | Parada                                   | Común con                     | Conexiones con Metro y Cercanías | Municipio        | Zona |
| ------ | ---------------------------------------- | ----------------------------- | -------------------------------- | ---------------- | ---- |
| 17480  | Intercambiador de Moncloa (Dársena 22)   | 687                           | Moncloa                          | Madrid           |      |
| 17849  | Ctra. A-6 - Fonda Trinidad               | 681 682 684 685 688 691 6     |                                  | Collado Villalba |      |
| 06036  | Av. Juan Carlos I - Zoco                 | 681 682 684 685 688           |                                  | Collado Villalba |      |
| 20123  | Av. Juan Carlos I - Planetocio           | 660 664 681 682 684 685 688 3 |                                  | Collado Villalba |      |
| 10179  | Tejar - Est. Los Negrales                | 681 682 685                   | Los Negrales                     | Alpedrete        |      |
| 17970  | Av. Llanos - Residencia Geriátrica       | 681 682 685                   |                                  | Alpedrete        |      |
| 12109  | Av. Llanos - Urb. Arroyo de los Sauces   | 681 682 685                   |                                  | Alpedrete        |      |
| 17780  | Ctra. M619 - Urb. Valdencina             | 680                           |                                  | Alpedrete        |      |
| 09279  | Av. Buenos Aires - Urb. Los Linos        | 691 696                       |                                  | Collado Mediano  |      |
| 09280  | Av. Buenos Aires - Puerto Rico           | 691 696                       |                                  | Collado Mediano  |      |
| 09281  | Real - Ayuntamiento                      | 690                           |                                  | Collado Mediano  |      |
| 16351  | Ctra. M623 - Colonia Virgen de la Paloma | 690                           |                                  | Collado Mediano  |      |
| 09282  | P.º Rosales - Est. Collado Mediano       | 690                           | Collado Mediano                  | Collado Mediano  |      |
| 09729  | P.º Rosales - Colonia Ramiro             | 690                           |                                  | Collado Mediano  |      |
| 09297  | Ctra. M623 - Urb. La Llama               | 690                           |                                  | Guadarrama       |      |

### Sentido Madrid (Moncloa)
NOTA: Las expediciones que circulan por el carril BUS-VAO de la A-6 no realizan las paradas sombreadas en azul. Las expediciones sin paso por Collado Villalba no realizan las paradas sombreadas en rosa y azul (circula por BUS-VAO).
| Código | Parada                                     | Común con                                        | Conexiones con Metro y Cercanías | Municipio        | Zona |
| ------ | ------------------------------------------ | ------------------------------------------------ | -------------------------------- | ---------------- | ---- |
| 09283  | Ctra. M623 - Urb. La Llama                 | 690                                              |                                  | Guadarrama       |      |
| 09730  | P.º Rosales - Colonia Ramiro               | 690                                              |                                  | Collado Mediano  |      |
| 09298  | P.º Rosales - Est. Collado Mediano         | 690                                              | Collado Mediano                  | Collado Mediano  |      |
| 16352  | Ctra. M623 - Colonia Virgen de la Paloma   | 690                                              |                                  | Collado Mediano  |      |
| 09299  | Real - Ayuntamiento                        | 690                                              |                                  | Collado Mediano  |      |
| 09300  | Av. Buenos Aires - Puerto Rico             | 691 696                                          |                                  | Collado Mediano  |      |
| 09301  | Av. Buenos Aires - Urb. Los Linos          | 691 696                                          |                                  | Collado Mediano  |      |
| 17164  | Ctra. M619 - Urb. Valdencina               | 680                                              |                                  | Alpedrete        |      |
| 10178  | Av. Llanos - Urb. Arroyo de los Sauces     | 681 685                                          |                                  | Alpedrete        |      |
| 17969  | Av. Llanos - Residencia Geriátrica         | 681 685                                          |                                  | Alpedrete        |      |
| 10177  | Tejar - Est. Los Negrales                  | 681 685                                          | Los Negrales                     | Alpedrete        |      |
| 06405  | Av. Juan Carlos I - Planetocio             | 660 664 681 682 684 685 688 3                    |                                  | Collado Villalba |      |
| 06516  | Av. Juan Carlos I - Zoco                   | 660 664 671 672 672A 673 681 682 684 685 688 691 |                                  | Collado Villalba |      |
| 06391  | Av. Juan Carlos I - Puente de los Delfines | 681 682 684 685 688 691 2                        |                                  | Collado Villalba |      |
| 06515  | Honorio Lozano - Av. Juan Carlos I         | 681 682 684 685 688 691                          |                                  | Collado Villalba |      |
| 23     | Estadística - Geografía e Historia         | Autobuses interurbanos del Corredor 6            |                                  | Madrid           |      |
| 1333   | Escuela Agronómica                         | Autobuses interurbanos del Corredor 6            |                                  | Madrid           |      |
| 17480  | Intercambiador de Moncloa (Dársena 22)     | 687                                              | Moncloa                          | Madrid           |      |

## Galería de imágenes

Mapa de la distribución de dársenas del intercambiador de Moncloa con la distribución de cabeceras de las líneas de autobuses, entre las que aparece la línea 683.